# Senslerdeutsch
Senslerdeutsch (sensl. Seislertütsch [z̥ɛjz̥lərtytʃ]), adjektivisch auch senslerisch, ist eine Schweizer Mundart im Kanton Freiburg. Sie gehört zum höchstalemannischen Sprachraum.
Der manchmal synonym verwendete Begriff «Freiburgerdeutsch» ist unpräzise, weil Senslerdeutsch im Kanton Freiburg nur im Sensebezirk und als Minderheitensprache in der Stadt Freiburg gesprochen wird; hinzu kommt die senslerdeutsch-berndeutsche Übergangsmundart von Gurmels. Im Seebezirk wird grösstenteils Berndeutsch gesprochen, und der Dialekt des Dorfes Jaun ist eng mit dem berneroberländischen Simmentalerisch verwandt. In den übrigen Teilen des Kantons spricht man Französisch beziehungsweise vereinzelt noch Frankoprovenzalisch.

## Verbreitung
Senslerdeutsch wird fast im ganzen Sensebezirk gesprochen, jedoch haben Zugezogene insbesondere aus dem Kanton Bern dafür gesorgt, dass in verschiedenen Gemeinden auch das Berndeutsch Einzug hält. Die Gemeinde Gurmels sowie der deutschsprachige Dialekt der Stadt Freiburg werden ebenfalls zum senslerdeutschen Sprachraum gezählt.
Die lokalen Dialekte innerhalb des Senslerdeutschen unterscheiden sich nur wenig. Eine Besonderheit bildet das sogenannte Bolz, ein deutsch-französischer Mischdialekt, der früher in der Unterstadt von Freiburg von der städtischen Unterschicht gesprochen wurde.
Die Sprecherzahl des Senslerdeutschen wird auf mindestens 30'000 geschätzt.
Das Senslerdeutsch wurde 2014 in die Liste der lebendigen Traditionen im Kanton Freiburg aufgenommen.

## Kenntnis und Pflege des Senslerdeutschen
Bis in die 1960er Jahre war der Sensebezirk eine Sprachinsel. Er war eingeklemmt zwischen Patois- oder Französischsprachigen sowie reformierten Bernern, mit denen es kaum Kontakt gab. Der Sensler Dialekt hat dadurch viele archaische Begriffe und Strukturen aus dem Mittelalter beibehalten. Er hat mehr Einflüsse von den romanischen Nachbarn als andere Dialekte. Schliesslich hat diese enge Sensler Welt auch sprachliche Sonderentwicklungen gefördert.
Wie die Welt rundherum hat sich auch die Sprache der Leute in den letzten 50 Jahren verändert. Alle müssen mobiler sein. In den Unterländer Dörfern ist Senslerdeutsch starkem Druck von aussen ausgesetzt. Gleichzeitig werden in einer globalisierten Welt Heimat und Heimsprache wichtiger – in der deutschen Schweiz boomen Dialekte. Die Leute heben Randmundarten wie das Senslerdeutsche lobend hervor. Trotz oder gerade wegen kleiner (Kompromiss-)Anpassungen im Wortschatz, nehmen Deutschschweizer die Sensler mehr wahr als noch vor 20–30 Jahren. Senslerdeutsch ist für die Sensler ein prägendes und beliebtes Markenzeichen geworden.

## Sprache

### Lautung (Phonologie)
Im Folgenden werden einige Angaben gemacht, wo sich Senslerdeutsch von der hochdeutschen Aussprache unterscheidet:
| Senslerdeutscher Laut* | Aussprache                                   | Beispielwort            | Aussprache des Beispielworts | deutsche Übersetzung   |
| a                      | [⁠ɑ⁠]                                          | Maa                     | [mɑː]                        | Mann / Mond            |
| ä                      | [⁠æ⁠]                                          | Schnägg(e)              | [ʃnækː(ə)]                   | Schnecke               |
| ch                     | [⁠χ⁠] – [ɣ̊]                                    | lache – achi            | [lɑχːə] – [ɑɣ̊ɪ]              | lachen – hinunter      |
| e                      | [⁠ɛ⁠] – [⁠ə⁠]                                    | See – Lääbe             | [z̥ɛː] – [læːb̥ə]              | See – Leben            |
| ei                     | [ɛj]                                         | fein                    | [fɛjn]                       | fein, gut (beim Essen) |
| gg                     | [⁠k⁠]                                          | Ggaffi                  | [kɑfːɪ]                      | Kaffee                 |
| i                      | [⁠ɪ⁠]                                          | hiim                    | [hɪːm]                       | nach Hause             |
| ie / ye                | [iə]                                         | zie – kye               | [tsiə̯] – [kχiːə]             | ziehen – fallen        |
| k / q                  | [kχ]                                         | Anke – Quala            | [ɑŋkχə] – [kχwɑlɑ]           | Butter – Qualle        |
| o                      | [⁠ɔ⁠]                                          | scho                    | [ʃɔ]                         | schon                  |
| ö                      | [⁠œ⁠]                                          | schöön                  | [ʃœːn]                       | schön                  |
| p                      | [⁠p⁠]                                          | Pinsù                   | [pɪnz̥ʊ]                      | Pinsel, Tollpatsch     |
| r                      | [⁠ʀ⁠] oder [⁠ɾ⁠]                                 | Voortǜu                 | [fɔːʀtʏw] / [fɔːɾtʏw]        | Vorteil                |
| s                      | einfach: [z̥], doppelt: [⁠s⁠], vor t und p: [⁠ʃ⁠] | lääse – mässe – Staab – | [læːz̥ə] – [mæsːə] – [ʃtɑːb̥]  | lesen – messen – Stab  |
| sch                    | [⁠ʃ⁠] – [ʒ̥]                                    | wäsche – Bagaasch       | [væʃːə] – [b̥ɑg̥ɑːʒ̥]           | waschen – Gepäck       |
| t                      | [⁠t⁠]                                          | Tana                    | [tɑnɑ]                       | Tanne                  |
| u                      | [⁠u⁠]                                          | pfuuse                  | [pfuːz̥ə]                     | schlafen, fauchen      |
| ù                      | [⁠ʊ⁠]                                          | Lùft                    | [lʊft]                       | Luft                   |
| ü                      | [⁠y⁠]                                          | Lütt                    | [lyt]                        | Leute                  |
| ǜ                      | [⁠ʏ⁠]                                          | Hǜtta                   | [hʏtːɑ]                      | Haus, Hütte            |
| y                      | [⁠i⁠]                                          | Yylaadig                | [iːlɑːd̥ɪg̥]                   | Einladung              |

(* = Schreibweise im Senslerdeutschen Wörterbuch und in der senslerdeutschen Literatur)
Hinweise: Doppelt geschriebene Vokale bedeuten lange Aussprache (z. B. aa, ii, ǜǜ, ff, pp, tt usw.).
Beispielsatz Hochdeutsch – Senslerdeutsch:
- Hochdeutsch: «Ich lasse es sein»
- Senslerdeutsch: «I laa’s la syy» [ɪ lɑːz̥ lɑ z̥iː]

### Grammatik
Wie in anderen alemannischen Dialekten benutzt man die Perfekt-Form als Vergangenheit; Präteritum gibt es nicht. Ein Futur gibt es ebenso wenig.
Prädikative Adjektive werden im Senslerdeutschen – wie in den anderen höchstalemannischen Dialekten – gebeugt (sehr häufig bei Personen); infolge des Einflusses des Berndeutschen kann die Flexion allerdings auch entfallen:
|           | Senslerdeutsch  | Hochdeutsch       | Hochdeutsch, wörtlich |
| gebeugt   | As isch schöns. | Sie/Es ist schön. | Es ist schönes.       |
| ungebeugt | As isch schön.  | Sie/Es ist schön. | Es ist schön.         |

Das Passiv mit dem Hilfsverb werden wird mit choo gebildet, gemäss dem Vorbild des benachbarten Frankoprovenzalischen:
| Senslerdeutsch                                      | Hochdeutsch                                               | Hochdeutsch, wörtlich                                   |
| Di Spraach chùnnt fasch im ganze Seisebezirk gredt. | Diese Sprache wird fast im ganzen Sensebezirk gesprochen. | Diese Sprache kommt fast im ganzen Sensebezirk geredet. |

Ein weiterer typischer Romanismus ist das Zusammenfallen von Akkusativ und Dativ bei Personalpronomen:
| Senslerdeutsch             | Hochdeutsch                    |
| I deiche a dier.           | Ich denke an dich.             |
| I gǜbe dier gär as Guetzi. | Ich gebe dir gerne ein Bonbon. |

### Wortschatz (Lexik)
Das Senslerdeutsche hat aufgrund der Sprachnähe zum Französischen viele französische Wörter aufgenommen und diese auch der Sprache ein wenig angepasst.
So sagt man für «Regenschirm» z. B. Pärisou, abgeleitet vom französischen «Parasol» (= Sonnenschirm).

### Pragmatik
Wie beispielsweise im Berndeutschen wird die Höflichkeitsform nicht durch die dritte Person Plural (Sie), sondern durch die zweite Person Plural (Ihr) ausgedrückt.

## Wörterbuch
Christian Schmutz hat mit Walter Haas zusammen im Jahr 2000 ein Senslerdeutsch-Hochdeutsches Wörterbuch herausgegeben (siehe unter Literatur). In diesem Wörterbuch wird auch zwischen verschiedenen Aussprachen einiger Wörter in den Gemeinden des senslerdeutschen Sprachraumes unterschieden. Bei einigen Wörtern steht die Herkunft und z. B. auch Synonyme usw. Dank der lautgetreuen Schrift, der Schwyzertütsche Dialäktschrift von Eugen Dieth, ist es auch für Laien leichter zu lesen und wird deshalb auch hier im Artikel verwendet.
Allerdings verwenden viele Menschen, wenn sie im Alltag Senslerdeutsch schreiben, eine einfachere Schreibweise.

## Typische Wörter
Wie in jedem Schweizer Dialekt gibt es auch im Senslerdeutschen typische Wörter, an denen man erkennen kann, woher man kommt. Ein paar Beispiele:
| Senslerdeutsch   | Hochdeutsch                   | Bemerkungen                                                                                                  |
| wù(ch)i ù a(ch)i | hinauf und hinunter           | die Formen mit -y sind nicht ganz korrekt, da die beiden Wörter ursprünglich auf -hii ([hɪː], dt. hin) enden |
| ghääbe           | gehabt                        | |
| jùscht           | richtig                       | gleichzeitig heisst ein typisches Sensler Bier «Jùscht’s»                                                    |
| tampi / wala     | Pech gewesen, dann halt       | aus frz. tant pis bzw. voilà                                                                                 |
| Pärisou          | Regenschirm                   | aus frz. parasol                                                                                             |
| gùgge            | schauen                       | in praktisch allen anderen Schweizer Dialekten (ausser im Berner Oberland) sagt man luege, lugen             |
| iis z’cheeret ùm | eines nach dem andern, reihum | |
| Rään             | Regen                         | in vielen Schweizer Dialekten sagt man Räge; gleichzeitig heisst eine Sensler Musikgruppe Rään               |
| Fageta           | Hosentasche                   | |
| Fyfauter         | Schmetterling                 | |
| Trǜtscha         | Zopf                          | |
| Häppera          | Kartoffel                     | wörtlich «Erdbirne» anstatt wie in den meisten anderen Dialekten «Erdapfel»                                  |
| Häppöri          | Erdbeere                      | nicht zu verwechseln mit Kartoffel!                                                                          |
| plangiga Hunn    | langweiliger Hund             | |
| as Puffet        | Schrank                       | |
| Nuschter         | Rosenkranz                    | |
| Gingeli          | Spielzeug                     | |
| Tùùner           | Teufel                        | wird kaum mehr verwendet                                                                                     |